# Condado de Bernalillo
El condado de Bernalillo se localiza en el estado de Nuevo México. Registró una población de 556,678 habitantes en 2000. La cabecera se asienta en la ciudad de Albuquerque.

## Características generales

### Geografía
De acuerdo con la Oficina del Censo de los Estados Unidos, el condado de Bernalillo comprende una superficie total de 3.027 km², de los cuales 3.020 km² corresponden a tierras y sólo 7 km², el 0,22% son de aguas.

### Condados adyacentes
- Sandoval - Norte
- Santa Fe - Este
- Torrance - Este
- Valencia - Sur
- Cíbola - Oeste

### Demografía
En el 2000, el censo registró una población de 556.678 habitantes, que residían en 220.936 viviendas, conformando 141.178 familias.
El 41,96% de la población era de origen hispano.